# Ferma suspiciunilor
Ferma suspiciunilor (titlul original: Les Granges Brûlées) este un film polițist francez, realizat în 1973 de regizorul Jean Chapot cu actorii Simone Signoret și Alain Delon în rolurile principale. Muzica filmului este scrisă de Jean-Michel Jarre.
Filmările au avut loc în departamentul Doubs din munții Jura. 

## Conținut
Într-o zonă înzăpezită din Munții Jura nu departe de granița elvețiană, s-a găsit cadavrul unei femei ucise. Singura gospodărie din apropiere este ferma izolată a familiei Cateux, condusă de energica Rose. 
Deoarece cercetările nu avansează deloc, sosește judecătorul de instrucție Larcher în persoană, pentru a ajuta mersul cercetărilor. Între el și Rose, care vrea să își apere familia cu toate mijloacele posibile, se aprinde o luptă înverșunată pentru aflarea adevărului.

## Distribuție
- Simone Signoret – Rose Cateux
- Alain Delon – judecătorul Pierre Larcher
- Paul Crauchet – Pierre Cateux
- Bernard Le Coq – Paul Cateux
- Pierre Rousseau – Louis Cateux
- Catherine Allégret – Françoise Cateux
- Miou-Miou – Monique Cateux
- Béatrice Costantini – Lucile Cateux
- Renato Salvatori – hotelier
- Jean Bouise – jurnalist
- Christian Barbier – căpitan de jandarmerie
- Gérard Chevalier – Émile
- Martin Trévières – Raoul Renevier
- Fernand Ledoux – președintele tribunalului
- Armand Abplanalp – un ofițer de poliție
- Christophe Sassard – Christophe Cateux
- Pascal Faivre – Pascal Cateux
- Dany Jacquet – Claudine Perrier
- Florence Moncorgé-Gabin – doamna Larcher (neacreditată)
- Salvino Di Pietra
- Serge Faivre
- Michel Berrard
- Locuitorii din La Chaux de Gilley (Doubs).